# 范斌 (体操运动员)
范斌（1974年—），中国河南省平顶山市人，退役体操运动员，现任加拿大国家男子体操队教练。

## 生平
范1980年开始练习体操，1984年入选河南省队，成为专业运动员，1990年入选国家队。1994年，范斌作为国家队主力队员之一获得了多特蒙德世界体操锦标赛男子团体金牌。1996年夏季奥林匹克运动会上，范斌获得了男子团体银牌和男子单杠铜牌。
1997年，在代表河南获得八运会单杠金牌后，范斌退役。此后，他与女子体操国手乔娅结婚，移居加拿大，成为加拿大国家队教练。